# ゲイリー・リッツオ
ゲイリー・リッツオ（Gary Rizzo, 1972年1月31日 - ）は、アメリカ合衆国の音響技術者である。フル・セイル大学で音響技術を学び、ルーカスフィルムのスカイウォーカー・サウンドで働いている。アカデミー賞録音賞には5度ノミネートされ、『インセプション』（2010年）と『ダンケルク』で受賞を果たした。

## 受賞とノミネート
| 賞               | 年   | 部門   | 作品名              | 結果       |
| ---------------- | ---- | ------ | ------------------- | ---------- |
| アカデミー賞     | 2004 | 録音賞 | Mr.インクレディブル | ノミネート |
| アカデミー賞     | 2008 | 録音賞 | ダークナイト        | ノミネート |
| アカデミー賞     | 2010 | 録音賞 | インセプション      | 受賞       |
| アカデミー賞     | 2017 | 録音賞 | ダンケルク          | 受賞       |
| 英国アカデミー賞 | 2008 | 録音賞 | ダークナイト        | ノミネート |
| 英国アカデミー賞 | 2010 | 録音賞 | インセプション      | 受賞       |
| 英国アカデミー賞 | 2017 | 録音賞 | ダンケルク          | 受賞       |